# Vlag van Las Vegas

Vlag van Las Vegas

De vlag van Las Vegas is de officiële vlag van de stad Las Vegas (Nevada). De vlag bestaat uit een blauw veld met een diagonale grijze streep die loopt van linksboven naar rechtsonder. Het stadszegel van Las Vegas - aangenomen op 16 maart 1966 en ontworpen door Richard Thompson - bevindt zich linksboven dat de streep breekt.
De dominante kleur van de vlag is koningsblauw, wat de blauwe lucht van de staat Nevada symboliseert. De grijze streep verwijst naar de bijnaam van Nevada als “The Silver State”. Op dezelfde dag dat de vlag werd aangenomen, werden deze twee kleuren aangenomen als de officiële kleuren van Las Vegas. De zegel toont drie hoge gebouwen - het middelste is het hoogste, het linker het kortste en het rechter halverwege de hoogte tussen de twee. Elk van deze gebouwen heeft gele feesttenten die van links naar rechts naar beneden lopen. De gebouwen en feesttenten symboliseren het toerisme, een belangrijke industrie voor de stad. Links van de gebouwen staat de Hooverdam, ook in het wit. De dam is een belangrijk oriëntatiepunt in Clark County. Aan de voet van de dam ligt de rivier de Colorado, die tot ongeveer het midden van de zegel stroomt. Helemaal links is een klein deel van een bruine klif, die het bergachtige terrein symboliseert. Rechts van de drie gebouwen is een silhouet van Sunrise Mountain, die de bergen van Las Vegas en het omliggende gebied verder uitbeeldt. Voor de berg staat een groene vierarmige boom van Jozua, een verwijzing naar het woestijnlandschap van het gebied. De zon, in geel met oranje stralen, komt op achter de bergen en bevindt zich ongeveer op de hoogte van het meest rechtse gebouw. De lucht daarboven is een lichtere tint blauw dan het koningsblauw. Een zwart straalvliegtuig en zwarte condensspoor boven het tafereel zinspelen op het belang van het luchtverkeer, zowel civiel als militair, in de regio. De buitenste ring van de zegel heeft de woorden “City Of Las Vegas” aan de bovenkant en “Nevada” aan de onderkant, beide in zilveren letters.
De gemeenteraad van Las Vegas gaf op 7 april 1965 toestemming voor een wedstrijd voor een stadsvlag. Het winnende ontwerp werd gemaakt door Kenneth A. Bouton, een assistent van de stadsmanager. De winnende vlag werd pas drie jaar later officieel aangenomen en uiteindelijk op 2 oktober 1968.